# Deutsche Fußballmeisterschaft 1904/1905
Třetí ročník Deutsche Fußballmeisterschaft (Německého fotbalového mistrovství) se konal od 9. dubna do 11. června 1905.
Turnaje se zúčastnilo již nově jedenáct klubů. Vítězem turnaje se stal klub z Berlína SV Blau-Weiss Berlin, který porazil ve finále Karlsruher FV 2:0.